# Punapieper
De punapieper  (Anthus brevirostris) is een soort zangvogel uit de familie piepers en kwikstaarten van het geslacht Anthus. De vogel wordt ook wel opgevat als een ondersoort van de witbuikpieper (A. furcatus).

## Verspreiding en leefgebied
Deze soort komt voor in Midden-Peru tot westelijk Bolivia en noordwestelijk Argentinië, een ecoregio die bekendstaat als Puna.